# Barbella chrysonema
Barbella chrysonema là một loài Rêu trong họ Meteoriaceae. Loài này được (Müll. Hal.) Nog. miêu tả khoa học đầu tiên năm 1976.